# L'Affaire du Grand Hôtel
Pour plus de détails, voir Fiche technique et Distribution.
L'Affaire du Grand Hôtel est un film français réalisé par André Hugon, sorti en 1946.

## Synopsis
À Marseille, le pêcheur Tonin surveille de près les agissements des releveurs d'épaves dirigés par un certain Monsieur Léon. Ces bizarres individus auraient-ils un rapport avec le double meurtre du Grand Hôtel ?

## Fiche technique
- Réalisation : André Hugon
- Scénario et dialogue : André Hugon et Paul Achard
- Décors : Gilbert Garcin et Paul Laurenti
- Photographie : Raymond Agnel
- Montage : Monique Lacombe
- Musique : Vincent Scotto
- Son : René Lécuyer
- Directrice de production : Maggie Gillet
- Société de production : Productions André Hugon
- Société de distribution : Cinéma de France
- Pays de production :  France
- Format : Son mono - Noir et blanc - 35 mm
- Genre : Comédie
- Durée : 90 minutes
- Date de sortie : 
  - France : 29 mars 1946

## Distribution
- Henri Alibert : Tonin
- Édouard Delmont : le Marsouin
- Noël Roquevert : M.Léon
- Mireille Bard : Nine
- Jacqueline Roman : Régine
- Marcel Perchik : Albert, dit Bébert
- Guido Celano : Celano
- Léon Bélières : Baptiste
- Pierre Palau : Louiset
- Fernand Flament
- Gary Garland : Léa
- Lilia Vetti
- Manuel Gary : Justin
- Armand Larcher : Le frisé
- Alfred Goulin
- Alexandre Fabry
- Fransined : le Farfadet